# Harcèlement de rue

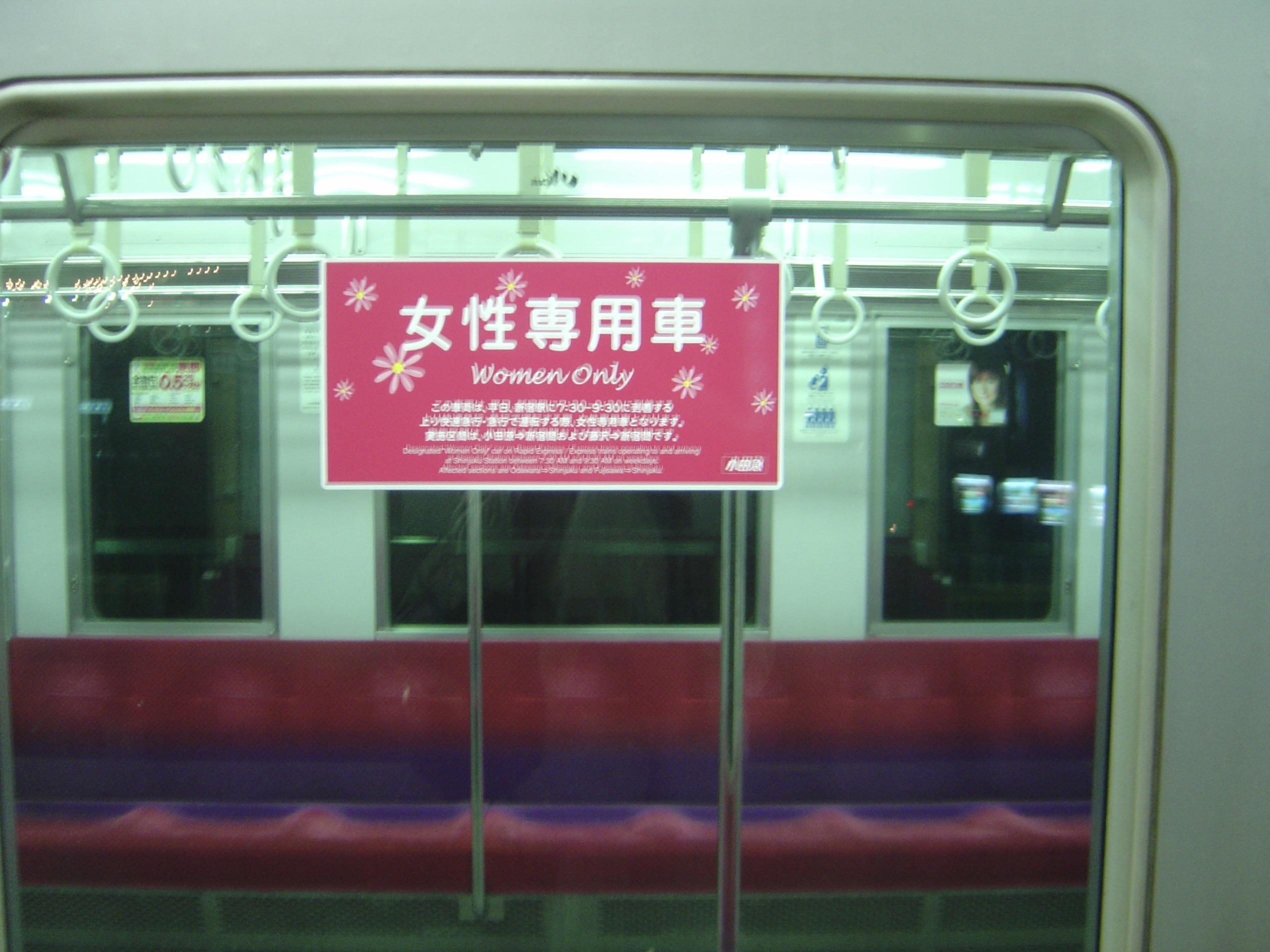
Voiture réservée aux femmes aux heures de pointe dans un train régional entre Tōkyō et Hakone.

L'expression « harcèlement de rue », traduction de l'anglais street harassment, est utilisée en Europe et en Amérique du Nord pour désigner des pratiques de harcèlement sexuel, subies principalement par des femmes dans l'espace public (lieux publics, rues, places ou transports publics) de la part d'inconnus de genre masculin.
L'expression est utilisée de façon extensive pour englober tous types d'acte d'objectification sexuelle (sifflement, tentative de séduction, remarque déplacée, etc). Bien que certains propos prennent la forme de compliments, ces comportements sont le plus souvent mal vécus par leurs cibles.
Si des initiatives qui mettent en avant l'expérience des victimes suscitent une condamnation de ces comportements en Europe et dans le monde anglo-saxon, le harcèlement de rue y reste toutefois considéré comme bénin. Il en va autrement au Japon par exemple, où des compagnies ferroviaires réservent des voitures aux femmes pour les protéger des frotteurs (chikan).
Dans les pays occidentaux, la médiatisation du harcèlement sexuel dans l'espace public se voit parfois reprocher un travers raciste. Elle se focalise sur des espaces urbains spécifiques, ce qui est susceptible de conditionner le profil des harceleurs, et elle n'examine pas les conditions sociologiques du phénomène.

## Histoire de l'intérêt pour le phénomène
L'intérêt culturel pour le phénomène a émergé dans les années 1990 aux États-Unis, notamment à la suite du documentaire War Zone (1998) de l'étudiante en cinéma Maggie Hadleigh-West. Celle-ci s'est filmée demandant à des hommes qui la sifflaient ou l'interpellaient dans la rue pourquoi ils le faisaient, afin d'enregistrer leurs réactions (excuses, colère, discussion…). La démarche a été imitée dans d'autres pays occidentaux dans les années 2000 et 2010, quoique de façon souvent plus passive en enregistrant simplement les sifflets et remarques pour ensuite prendre à partie l'opinion. Le phénomène a attiré l'attention dans l'espace francophone européen, à la suite du documentaire Femme de la rue (2012) de la Belge Sofie Peteers, film qui a fait du bruit et a initié des dispositions spécifiques dans le droit belge.
Parallèlement à la médiatisation du thème, des associations entendent créer une solidarité entre personnes subissant le harcèlement de rue et donner des indications pour lutter contre celui-ci, en tant que victime mais aussi en tant que témoin. C'est par exemple le cas de Right to Be, un réseau constitué de militants. Le site du mouvement donne des exemples de méthodes de désamorçage du harcèlement dans l'espace public, inspirés du travail inaugural de la consultante américaine Holly Kearl, auteure de Making Public Places Safe and Welcoming for Women (« rendre les lieux publics sûrs et accueillants pour les femmes »), paru aux États-Unis en 2010.
En France, une manifestation de sensibilisation au harcèlement de rue a été menée le 25 mars 2014 : l'opération dite « anti-relous », réalisée par un collectif militant dans la rue de Lappe du 11e arrondissement de Paris. L'opération consistait pour les militantes à se réapproprier symboliquement la rue, et a indiquer aux passants comment désamorcer le harcèlement de rue au cas où ils ou elles en seraient soit victimes soit témoins.

## Données statistiques
57 % des femmes et 25 % des hommes ont rapporté avoir subi du harcèlement de rue lors d'une étude menée au printemps 2014 aux États-Unis par l'organisation Stop Street Harassment. En France, une étude réalisée en 2015 par l'Ined rapporte que 25 % des femmes et 14 % des hommes estiment avoir subi une violence dans l'espace public rien qu'au cours de l'année écoulée,. En France, selon un sondage Les femmes face aux violences sexuelles et au harcèlement de rue réalisée en 2018 par l’Ifop pour la Fondation Jean-Jaurès et la Fondation européenne d’études progressistes (FEPS) : 86 % des femmes disent avoir été victimes d’une forme d’atteinte ou d’agression sexuelle dans la rue au moins une fois dans leur vie en France. Ce sont les femmes des grandes villes qui sont les plus touchées, notamment en Île-de-France,. Le pourcentage de personnes victimes décroît avec l'âge parmi les personnes de 20 à 69 ans interrogées.
En France, en 2020, selon IPSOS depuis le début de la pandémie de COVID-19, une femme sur trois a été victime d’au moins une situation de harcèlement sexuel dans un lieu public ; et un second sondage (IPSOS), de juillet 2020, décompte 81 % de femmes ayant été victimes de harcèlement sexuel dans un lieu public.

## Cas spécifique du harcèlement de rue LGBT
La représentation du harcèlement de rue est souvent empreinte d'un biais hétéronormatif, pourtant celui-ci concerne également la population LGBT de tous genres. Des actions comme Lesbeton contribuent à visibiliser ce phénomène.
Le harcèlement lesbophobe est un type de harcèlement perçu comme particulièrement violent. Il constitue un double rappel à l'ordre : un harcèlement sexiste mais également parce qu'elles affichent leur sexualité dans l'espace public. On signale aux femmes lesbiennes qu'elles n'ont pas leur place dans l'espace public. Ce genre d'agression peut être constitué d'insultes sexuelles et homophobes ou de demandes crues et suggestives, et peut aller jusqu'au « viol correctif ».

## Controverses

### Ambiguïtés de l'expression «harcèlement de rue»
L'usage de l'expression « harcèlement de rue » pour désigner l'objectification sexuelle d'une femme dans l'espace public est parfois critiqué, dans la mesure où il renvoie à quelque chose de plus précis que ne le laisse a priori supposer la formule. D'une manière générale, son usage médiatique et sur Internet mêle les thématiques du sexisme et de l'insécurité.
Le terme « harcèlement » est aussi discuté, dans la mesure où le caractère répétitif que contient l'idée n'implique pas nécessairement ici un acteur unique : on peut désigner par « harcèlement de rue » l'accumulation d'actes (verbaux ou physiques) isolés d'objectification sexuelle, que peut subir une même femme lors de son passage dans l'espace public. Ces actes peuvent provenir d'un comme de plusieurs individus, croisés simultanément ou successivement. Dans ce cas, qui est coupable de « harcèlement » ? L'étudiante en anthropologie Stéphanie Khoury parle d'un phénomène anonyme de « harcèlement-marathon » : « cela se passe comme si tous les hommes qui harcèlent une même femme en une journée se passent le relais »[pertinence contestée]
Pour pallier ces ambiguïtés, des chercheuses travaillent avec d'autres terminologies. La chercheuse Marylène Lieber parle par exemple de « harcèlement ordinaire ». Ce concept permet de se distancier de la dimension spatiale, il permet également de limiter l'ambiguïté du terme « harcèlement » en mettant l'accent non sur la régularité mais sur la normalisation de l'interpellation. Elle compare le harcèlement sexuel dans l'espace public à un "rappel à l'ordre sexuel".

### Réactions dans l'opinion
La dénonciation de la fréquence du harcèlement sexuel qui aurait cours dans l'espace public peut susciter incrédulité voire hostilité dans l'opinion.
Certains doutent de l'ampleur du phénomène. Des spécialistes américains travaillant dans la filiation de George Gerbner en cultivation theory (c'est-à-dire dans l'étude de l'exposition à long terme aux médias) suggèrent qu'une certaine médiatisation de cas de harcèlement de rue puisse alimenter un mean world syndrome, c'est-à-dire la perception que le monde serait plus violent et hostile qu'il ne l'est en réalité, et voient comme facteur du succès du thème l'activation du stéréotype culturel de la demoiselle en détresse[réf. nécessaire].
Sans se positionner sur la véracité de ce qui est dénoncé, Jana Raver impute à la dénonciation l'effet pervers d'entretenir l'idée que les femmes sont en soi des créatures fragiles qui doivent être protégées, tandis que la féministe pro-sexe Jane Gallop y voit une inclination à la censure envers toute expression de type sexuel dans la société. La « post-féministe » Camille Paglia, pour sa part, estime que l'attitude de certaines femmes facilite le harcèlement sexuel.
Ces réactions critiques sont accueillies par certains milieux féministes comme trahissant une « culture du viol », c'est-à-dire la tendance générale qu'aurait la société soit à minimiser par défaut la gravité de l'abus de pouvoir sexuel sur les femmes, soit à renvoyer aux femmes victimes la honte de ce qu'elles subissent (slut-shaming). Cette façon d'interpréter les critiques fait à son tour l'objet de critiques, par exemple par la canadienne Barbara Kay.
Par ailleurs, le géographe Yves Raibaud affirme dans un article des Inrocks que le harcèlement de rue est une pratique systémique qui participe à faire de la ville un espace essentiellement masculin.

### Profils des harceleurs: données empiriques et absence d'études scientifiques
Stéphanie Khoury interprète le harcèlement de rue comme l'expression du sexisme global de la société, et en déduit l'idée que celui-ci, « comme toutes les violences faites aux femmes, ne connaît ni groupe social, ni critère économique, ni origine ethnique ». En pratique, elle précise : « il est tout de même possible que ce soit effectivement le fait d’hommes d’origine étrangère et de modeste condition. En ce cas, la question du pourquoi devra se poser nécessairement : comment ces mécanismes se mettent-ils en place ? ». Elle évoque la piste d'un conditionnement viriliste des hommes pauvres issus de l'immigration par la société d'accueil.[pertinence contestée]
La médiatisation du harcèlement sexuel se voit ainsi reprocher, dans les pays occidentaux, de se focaliser sur des hommes des classes populaires et non blancs « manquant de respect » à des femmes blanches de classe moyenne ou supérieure, sans se soucier des biais et des implications politiques d'une telle focalisation. Elle se voit notamment reprocher de se focaliser sur l'espace public, alors que les cas de harcèlement sexuel et d'agression sexuelle sont plus fréquents dans la sphère privée (familiale ou professionnelle). Stéphanie Khoury évoque la piste d'une logique du bouc émissaire visant les hommes d'origine étrangère et de condition modeste, qui pourrait masquer la violence sexuelle ayant lieu dans l'intimité des classes dominantes.[pertinence contestée]
Le fait que l'on se représente le profil type de harceleur comme un homme d'origine étrangère de classe inférieure peut se justifier par la construction et la répartition des espaces et la représentation du crime. Esther Madriz montre que les crimes et les agressions sont également gouverné par un imaginaire social, "une construction du crime". Le crime correspondant le plus à cet idéal se compose d'une victime féminine agressée sexuellement par un homme d'origine étrangère, la plupart du temps non-blanc, dans l'espace public. La représentation du harceleur de rue type tendrait donc vers cet idéal.
D'une manière générale, il y a un certain manque de travail scientifique au sujet du harcèlement sexuel et des agressions sexuelles, alors que des études objectives permettraient d'éviter les rumeurs et les fausses représentations. Pour Stéphanie Khoury, « tant qu’on ne dispose pas de base solide pour s’exprimer, cela reste du "on dit", de l’empirisme bas de gamme, du « "j’ai vécu donc je conclus" : bref, du parfait matériau pour construire et consolider des préjugés. »[pertinence contestée] En octobre 2014, le réseau Hollaback! s'est associé avec Beth Livingston, professeure à l'Université Cornell, afin de réaliser une étude internationale du phénomène du harcèlement sexuel dans l'espace public.

#### Sofie Peteers
La belge Sofie Peteers, auteure de Femme de la rue, décrit les hommes se livrant au harcèlement de rue dans la capitale belge comme majoritairement immigrés et pauvres[réf. incomplète]. Sur la VRT (chaîne de télévision flamande), elle a déclaré : « C'est une réalité : quand on se promène à Bruxelles, 9 fois sur 10, ces insultes sont proférées par un allochtone. » Suspectée de biais de confirmation pour avoir précisément tourné son film dans un quartier habité par une forte population d'origine maghrébine, et critiquée pour la stigmatisation raciste que son documentaire était susceptible de porter, elle a précisé : « Quand vous vous promenez dans le quartier, après 2 minutes, vous avez croisé 20 allochtones. Un seul d’entre eux vous aura fait une remarque. C’est bien sûr une de trop, mais elle n’est pas représentative de toute la communauté ».
Ce court-métrage inspire en 2012 la graphiste Anaïs Bourdet pour créer le Tumblr Paye Ta Shnek, afin de relayer des citations de femmes victimes de harcèlement de rue.

## Pénalisation

### Canada
Le terme « harcèlement de rue » n'est pas employé dans le Code criminel canadien. Toutefois, sur le plan des faits, suivre une personne de façon répétée dans la rue dans un contexte de harcèlement sexuel, en sachant que la personne suivie se sent harcelée ou sans se soucier qu'elle se sente harcelée, peut tomber sous le coup de l'infraction pénale de harcèlement criminel. Cette infraction est ainsi définie à l'article 264 (2) a) du Code criminel :

« 264 (1) Il est interdit, sauf autorisation légitime, d’agir à l’égard d’une personne sachant qu’elle se sent harcelée ou sans se soucier de ce qu’elle se sente harcelée si l’acte en question a pour effet de lui faire raisonnablement craindre — compte tenu du contexte — pour sa sécurité ou celle d’une de ses connaissances
(2) Constitue un acte interdit aux termes du paragraphe (1), le fait, selon le cas, de :
a) suivre cette personne ou une de ses connaissances de façon répétée; »

### France
La loi française réprime une dimension du harcèlement de rue, l'« outrage sexiste ». La loi adoptée en juillet 2018 définit l'outrage sexiste comme le fait d'« imposer à une personne tout propos ou comportement à connotation sexuelle ou sexiste qui soit porte atteinte à sa dignité en raison de son caractère dégradant ou humiliant, soit crée à son encontre une situation intimidante, hostile ou offensante ».
La notion d'outrage sexiste ne comprend pas de notion de répétition propre au harcèlement et donc une seule occurrence d'outrage sexiste suffit à constituer une infraction. Elle rend ces faits passibles d’amende de catégorie 4, allant de 90 euros en paiement immédiat à 750 euros, et même de catégorie 5 (jusqu’à 3 000 euros) en cas de récidive ou de circonstances aggravantes, par exemple lorsque l’outrage est commis en réunion, sur des personnes vulnérables ou dans les transports en commun. La loi française ne pénalise cependant pas les « regards insistants », contrairement à ce qu'affirment des internautes inquiets sur les réseaux sociaux.
En avril 2019, le gouvernement indique que 447 amendes ont été infligées depuis l'entrée en vigueur de la règlementation en août 2018. En 2020, le SSMSI publie un rapport montre que deux ans après l'application de la loi, 1746 infractions ont été relevées et que dans seulement 15% des cas un auteur a pu être identifié et poursuivi. Ce bilan fait douter de l'efficacité de cette loi notamment dans auprès des associations engagées contre les violences sexistes,. En 2023, l'outrage sexiste ou sexuel aggravé devient un délit, assorti d'une amende de 3 750 euros (dans les cas suivants : « 1° Par une personne qui abuse de l'autorité que lui confèrent ses fonctions ; 2° Sur un mineur ; 3° Sur une personne dont la particulière vulnérabilité due à son âge, à une maladie, à une infirmité, à une déficience physique ou psychique ou à un état de grossesse est apparente ou connue de son auteur ; 4° Sur une personne dont la particulière vulnérabilité ou dépendance résultant de la précarité de sa situation économique ou sociale est apparente ou connue de son auteur ; 5° Par plusieurs personnes agissant en qualité d'auteur ou de complice ; 6° Dans un véhicule affecté au transport collectif de voyageurs ou au transport public particulier ou dans un lieu destiné à l'accès à un moyen de transport collectif de voyageurs ; 7° En raison de l'orientation sexuelle ou de l'identité de genre, vraie ou supposée, de la victime ; 8° Par une personne déjà condamnée pour la contravention d'outrage sexiste et sexuel et qui commet la même infraction en étant en état de récidive dans les conditions prévues au second alinéa de l'article 132-11.) ».

### Filmographie
- War Zone (en) (1998)
- Femme de la rue (2012) : documentaire belge réalisé à Bruxelles